# Винниский совхоз-техникум
 Ви́нниский опорно-показательный совхоз-техникум имени XXV съезда КПСС (эст. XXV NLKP kongressi nimeline Vinni Näidissovhoostehnikum) — в советское время одно из самых успешных государственных сельскохозяйственных предприятий Эстонии. Находился в Каарлиском сельсовете Раквереского района. Центральная усадьба совхоза находилась в посёлке Винни.

## В советской Эстонии
Совхоз-техникум был образован в 1964 году путём слияния Мыдрикуского сельхозтехникума (эст. Mõdriku Põllumajandustehnikum) и Винниского опорно-показательного совхоза.
Общий земельный фонд — 15,5 тысяч гектаров, сельскохозяйственных угодий — 10,6 тысяч гектаров, средняя численность работников на 1978 год составила 1189 человек, сельскохозяйственным производством было занято 897 человек.
Основные отрасли производства — племенное скотоводство и свиноводство, семеноводство многолетних трав.
Хозяйство было отнесено к племенным фермам II класса крупного рогатого скота эстонской красной породы и III класса скота эстонской чёрно-пёстрой породы.
В 1977 году с 1 гектара было получено 38,4 центнера зерна, 210 центнеров картофеля, 48,3 центнера полевых трав.
На начало 1978 года в хозяйстве имелось 7273 головы крупного рогатого скота (в т.ч. 2715 коров) и 13 572 головы свиней.
В 1977 году удой молока от коровы составил 4347 кг; на 100 гектаров обрабатываемых земель было получено 1243,1 центнера молока и 309,8 центнера мяса. Денежные поступления составили 9,1 миллиона рублей, в том числе прибыль 4 миллиона рублей.
Техникум осуществлял подготовку специалистов средней квалификации по бухгалтерскому учёту в сельском хозяйстве.
В 1967 году совхоз-техникум был награждён орденом Трудового Красного Знамени.
С 1959 года директором хозяйства был Герой Социалистического Труда Хейно Калласте.
В деревне Мыдрику, в бывшем господском особняке мызы Меддерс, находился учебный корпус совхоза.

## Кинохроника
Таллинской киностудией художественных и документальных фильмов и киностудией «Таллинфильм» были сняты документальные фильмы о Винниском совхозе-техникуме:
- 1960 — Kohustuse täitis Vinni sovhoos / «Винниский  совхоз выполнил обязательство», режиссёр Николай Долинский (Nikolai Dolinski)
- 1961 — Kevadkülv Vinni Näidiskatsesovhoosis / «Весенний сев в Винниском опорно-показательном совхозе-техникуме», режиссёр Валерия Андерсон (Valeria Anderson)
- 1972 — Kuivsilo valmistamine Vinni Näidissovhoostehnikumis / «Заготовка сена в Винниском опорно-показательном совхозе-техникуме», режиссёр Андрес Сёэт (Andres Sööt)
- 1976 — NLKP XXV Kongressi nim Vinni Näidissovhoostehnikumis / «В Винниском опорно-показательном совхозе-техникуме имени XXV съезда КПСС», режиссёр Тойво Кузьмин (Toivo Kuzmin).

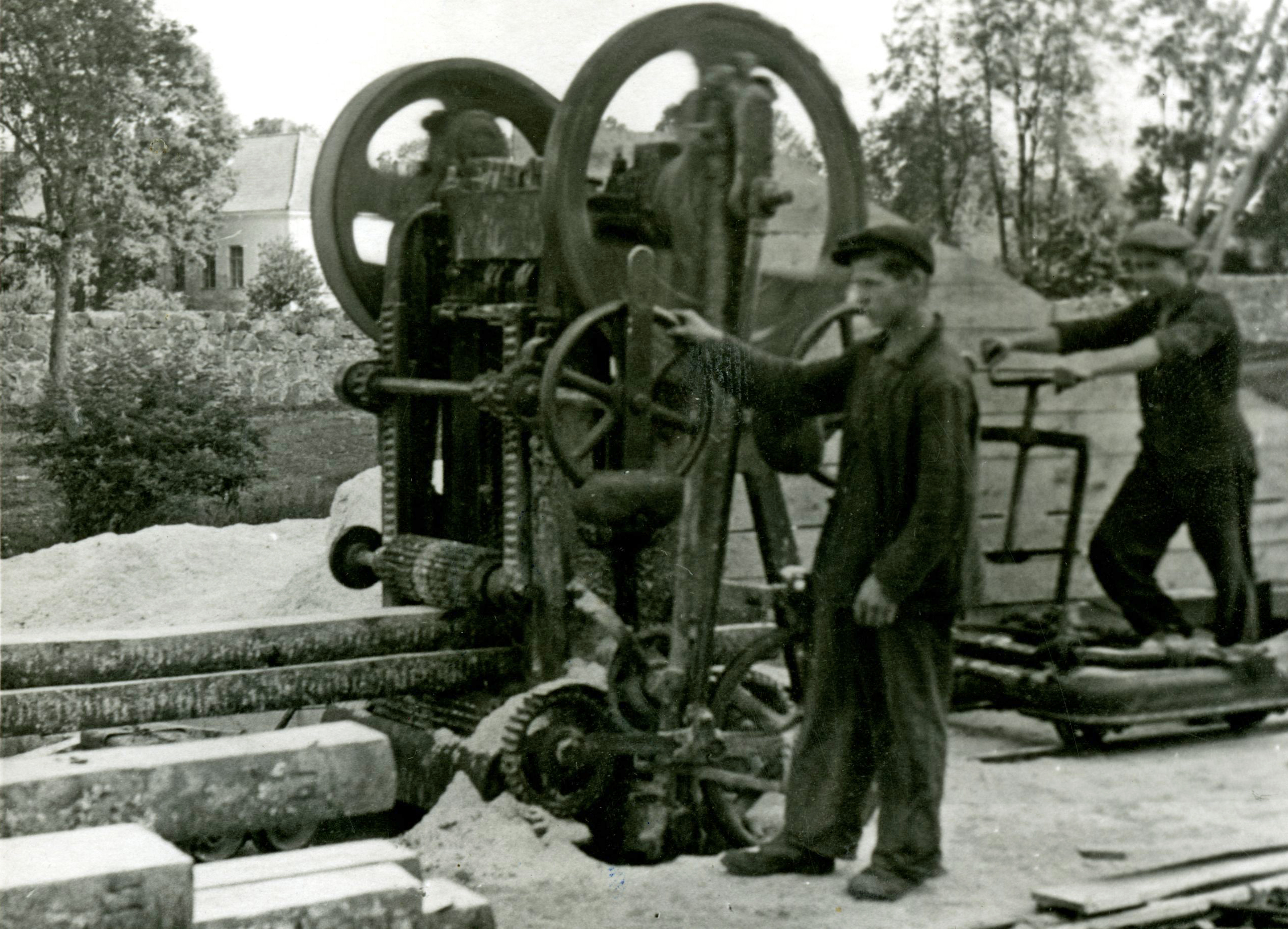
Лесопилка Винниского совхоза-техникума, 1947 год
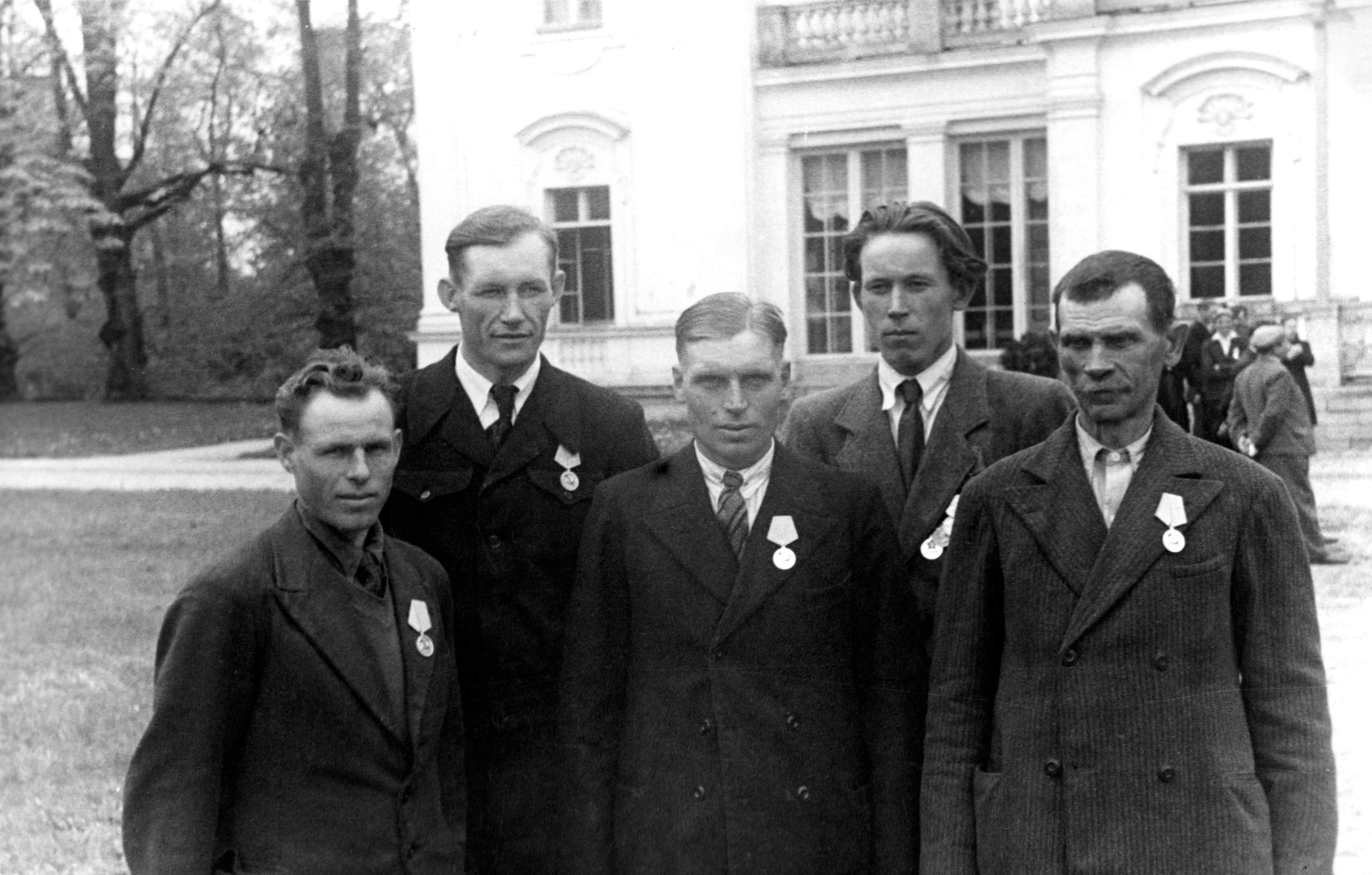
Передовики производства Винниского совхоза-техникума, 1948 год

## В независимой Эстонии
После выхода Эстонии из состава СССР Винниский опорно-показательный совхоз-техникум, как и все социалистические хозяйства страны, был ликвидирован. Техникум был вновь от него отделён и в настоящее время продолжает работу как средне-специальное учебное заведение.